# 宅地開発研究所
株式会社宅地開発研究所（たくちかいはつけんきゅうじょ、英: TAKKEN CITY PLANNING CONSURUTANTS）は、東京都新宿区に本社を置いていた、日本における創成期の都市計画コンサルタント。当時は高い技術を誇り数多くの都市計画家、都市計画研究者を輩出していた。最盛期には全国に支所を持ち、100名近い技術コンサルタントが所属していたが、現在会社としての実質上の活動は不明。略称:宅研。

## 沿革
- 昭和35年東京大学高山英華教授を中心に各界の若手研究者によって都市計画・都市問題の研究を目的に設立された｢都市建設総合研究会｣を母体に昭和37年8月15日株式会社宅地開発研究所として10数名のスタッフから始まった。
- 会長 高山英華（東京大学名誉教授） 社長 大庭常良（工学院大学名誉教授）をはじめとして副会長に棚橋一郎（ペルー国立工科大学名誉教授）、顧問に伊藤滋（東京大学名誉教授）などの研究者も在籍していた。高山、大庭両氏は日本の都市計画界で、都市計画家の研究実践を通じて弟子の教育をしてきた創設学者として多くの文献などで紹介されている。
- 旧日本住宅公団（現独立行政法人都市再生機構）や全国の公社などより開発が行われた、主要大規模ニュータウン（多摩NT、港北NT、千葉NTほか）の計画や各種博覧会などの会場計画、跡地利用など、多くのプロジェクトに参画し実績を残した。
- 大規模な宅地開発設計ができる都市計画コンサルタントの中でも数少ない技術者集団であり、マスタープラン〜基本設計までを得意としていた。特に新住宅市街地開発事業については当時ほぼ独占状態にあった。
- また社団法人日本宅地開発協会の設立にも大きく貢献し、人事交流も幅広く行われていた。このほか旧建設省の実践団体として広域・地域・地区という各段階のつなぎ、あるいは国・県・市町村間、又官民のつなぎという専門家集団としてのインターフェイスの役割を果たしてきた。
- しかし、大型宅地供給ニーズの低下、バブル崩壊、住宅・都市整備公団（現都市再生機構）宅地開発事業撤退に加え、メインバンクあった北海道拓殖銀行倒産などが要因となり、経営状況の悪化が著しくなったことから旧ミサワホームの資金援助を受けることになった。これにより徐々に公共事業の受注は減少し、都市計画技術者もそれに伴い少なくなっていった。また日本不動産総合評価(RTS)事務局が置かれるなど業務内容も変わって行った。
- その様な厳しい状況の中、愛知万博の愛知県構想初期段階から村上勇、伊藤智和、吉居誠二、玉井登、矢崎博信などがコンサルタントとして計画に参画し、里山保全活動が社会現象にもなった海上の森ゾーンの保全と活用計画の策定などに大きく貢献し実績を残した。しかしこれ以降大規模な都市計画プロジェクトからはその姿を消していった。

## 文献
- 成田ニュータウン基本計画報告書 (1969年) 市浦都市開発建築コンサルタンツ、宅地開発研究所、 日本技術開発株式会社
- 個人住宅の集合形式を探る ― 環境への適合，私有空間，共有空間，建設事業(1977年)フランス国立科学調査センター/宅地開発研究所
- 人間・自然・幸福 ― ニュータウン開発における社会統合の問題(1977年) 宅地開発研究所
- ニューシティミルトンケインズ―ニュータウンの計画と実施戦略 1967-2000 (1978年) ミルトンケインズ開発公社/宅地開発研究所
- 国土開発におけるニュータウン―これからのニュータウン開発を考える (1981年) 国際住宅都市計画連合、 大庭 常良